# Distrikt Carapo
Der Distrikt Carapo liegt in der Provinz Huanca Sancos in der Region Ayacucho in Südzentral-Peru. Der Distrikt wurde am 2. Januar 1857 gegründet. Er besitzt eine Fläche von 197 km². Beim Zensus 2017 wurden 1916 Einwohner gezählt. Im Jahr 1993 lag die Einwohnerzahl bei 2624, im Jahr 2007 bei 2609. Sitz der Distriktverwaltung ist die 3230 m hoch gelegene Ortschaft Carapo mit 435 Einwohnern (Stand 2017). Carapo liegt 9,5 km nordnordöstlich der Provinzhauptstadt Huanca Sancos.

## Geographische Lage
Der Distrikt Carapo liegt im Andenhochland im Nordosten der Provinz Huanca Sancos. Das Areal wird nach Norden zum Río Pampas hin entwässert.
Der Distrikt Carapo grenzt im Osten und im Südosten an den Distrikt Sacsamarca, im Südwesten an die Distrikte Distrikt Sancos und Santiago de Lucanamarca, im Norden an die Distrikte Sarhua und Huamanquiquia (beide in der Provinz Víctor Fajardo) sowie im Nordosten an den Distrikt Huancaraylla (ebenfalls in der Provinz Víctor Fajardo).

## Ortschaften
Neben dem Hauptort gibt es folgende größere Ortschaften im Distrikt:
- Porta Cruz (537 Einwohner)
- San Miguel de Manchiri (479 Einwohner)
- Taulli (208 Einwohner)